# És Ubul
Az És Ubul (vagy csak simán Ubul) a magyar Comedy Central csatorna saját gyártású, 1-2 perces animált filmje. 2012. január 15-én mutatkozott be. A címben az "és" rész szintén humoros célt szolgál, hiszen amúgy csak Ubul a mese címe. Az "és" szó inkább az epizódok címére utal, például "Hófehérke és a hét törpe... és Ubul". Az epizódok mindig a műsorszünetekben mentek.

## Cselekmény
A műsor főszereplője egy Ubul nevű fickó, aki különféle kalamajkákba keveredik, különböző, jól ismert mesékben. A sorozat parodisztikus jellegű volt, hiszen a mesék itt eltúlzott és groteszk módon vannak ábrázolva, például a Hófehérke és hét törpét parodizáló részben a hét törpe alkoholista és ügyetlen szereplőkként jelenik meg.  Ubul ügyetlenségének köszönhetően minden jól ismert mesét zűrbe kever, illetve alaposan kiforgatja azt. Az epizódok során a szereplők nem beszéltek.

## A háttér-emberek
A műsorért Litkai Gergely felelt, aki jól ismert a Comedy Central stand-up-os műsorából, illetve a Rádiókabaréból. Litkai-nak ez volt a második önálló CC-os műsora, hiszen a Magyarok az űrben című szkeccs-műsort is ő készítette. A forgatókönyvet Szeiler Péter írta, az animációért pedig Fritz Zoltán felelt. A sorozatba a népszerű humorista, Kőhalmi Zoltán is besegített.

## Fogadtatás
Nem lett túl népszerű, sok néző idegesítőnek találta, és úgy vélték, hogy a Comedy Central tud ennél jobb műsort is csinálni, illetve hogy csak elveszi az időt a csatorna egyéb produkcióitól. A kritika további célpontja volt még a nem túl esztétikus animáció is. A népszerűség hiánya miatt 2013-ban levették a műsorukról. A népszerűtlenséget az is jelzi, hogy mindössze 2×10 epizódot élt meg a sorozat. Tervben volt további részek elkészítése is, de végül elvetette a csatorna az ötletet.